# Filippo Vedovotto
Filippo Vedovotto (San Donà di Piave, 2 dicembre 1990) è un dirigente sportivo ed ex pallavolista italiano, nel ruolo di schiacciatore.

## Carriera
La carriera di Filippo Vedovotto inizia nelle giovanili del Treviso nel 2007: ottiene inoltre qualche sporadica partecipazione in prima squadra, esordendo quindi in Serie A1, nella seconda metà della stagione 2008-09.
Nella stagione 2010-11 viene ingaggiato dalla Pallavolo Città di Castello, in Serie A2, categoria dove milita anche nell'annata successiva con la maglia del Milano. Nell'annata 2012-13 passa al Padova, sempre in serie cadetta, dove rimane per due stagioni, ottenendo, nell'annata 2013-14, sia la vittoria della Coppa Italia di Serie A2 sia la promozione in Serie A1: al termine del campionato viene ceduto in prestito, per concludere la stagione, al Narbonne, militante nella Ligue A francese; nel 2013 ottiene le prime convocazioni in nazionale con cui vince la medaglia d'oro ai XVII Giochi del Mediterraneo.
Ritorna in Italia e nella stagione 2014-15 si accasa alla Callipo di Vibo Valentia, ancora in Serie A2, dove resta per due annate e con cui vince per la seconda volta consecutiva la Coppa Italia di Serie A2 e triplicando il successo, con la stessa squadra, nell'edizione successiva. Resta nel campionato cadetto anche per la stagione 2016-17 vestendo la maglia dell'Emma Villas di Siena, con cui si aggiudica la Coppa Italia di categoria 2016-17 e ottiene la promozione in Serie A1, categoria dove milita con la stessa squadra nella stagione 2018-19.
Per il campionato 2019-20 difende i colori della New Mater di Castellana Grotte, in Serie A2, mentre nella stagione 2021-22 firma per il neopromosso in serie cadetta Porto Viro, con il quale milita per due stagioni, prima di ritirarsi dalla pallavolo giocata ed assumere il ruolo di direttore sportivo nella stessa società veneta.

## Palmarès

### Club
- Coppa Italia di Serie A2: 4

2013-14, 2014-15, 2015-16, 2016-17

### Nazionale (competizioni minori)
- Giochi del Mediterraneo 2013